# Blink Twice
Blink Twice är en amerikansk kriminal- och thrillerfilm. Den är regisserad av Zoë Kravitz, som även skrivit filmens manus tillsammans med E.T. Feigenbaum.
Filmen hade biopremiär i Sverige den 23 augusti 2024, utgiven av Warner Bros. Pictures.

## Handling
Filmen kretsar kring techmiljardären Slater King som bjuder med Frida på en semester till hans privata ö. Frida misstänker att det är något fel med stället, och hon behöver ta reda på sanningen om hon vill överleva.

## Rollista (i urval)
- Naomi Ackie – Frida
- Channing Tatum – Slater King
- Alia Shawkat – Jess
- Christian Slater – Vic
- Simon Rex – Cody
- Adria Arjona – Sarah
- Haley Joel Osment – Tom
- Geena Davis – Stacy
- Kyle MacLachlan – Rich